# Sinzing
Sinzing ist eine Gemeinde im Oberpfälzer Landkreis Regensburg in Bayern. Die Stadtrandgemeinde liegt westlich von Regensburg und stellt sich vor allem als Wohngemeinde dar.

## Geographie
Sinzing als „Tor zum Labertal“ liegt an der Schwarzen Laber und der Donau, etwa acht Kilometer westlich von Regensburg.

## Gemeindegliederung
Es gibt 27 Gemeindeteile (in Klammern ist der Siedlungstyp angegeben):
- Adlstein (Dorf)
- Alling (Kirchdorf)
- Bergmatting (Kirchdorf)
- Bruckdorf (Kirchdorf)
- Dürnstetten (Weiler)
- Eilsbrunn (Pfarrdorf)
- Grafenried (Einöde)
- Hart (Weiler)
- Kleinprüfening (Dorf)
- Kohlstadt (Dorf)
- Kühblöß (Einöde)
- Mariaort (Wallfahrtskirche)
- Minoritenhof (Dorf)
- Niederviehhausen (Weiler)
- Oberalling (Einöde)
- Reichenstetten (Dorf)
- Riegling (Kirchdorf)
- Saxberg (Dorf)
- Schneckenbach (Dorf)
- Sinzing (Pfarrdorf)
- Steg (Einöde)
- Thalhof (Weiler)
- Unteralling (Einöde)
- Viehhausen (Pfarrdorf)
- Vogelsang (Dorf)
- Waltenhofen (Weiler)
- Zeiler (Einöde)

## Geschichte
Sinzing wurde 921 erstmals urkundlich erwähnt. 1031 wurde der Gemeindeteil Eilsbrunn erstmals erwähnt, der im Dreißigjährigen Krieg von den Schweden fast vollständig zerstört wurde, ebenso wie die Burganlage der Burg Niederviehhausen in Niederviehhausen, von der nur noch der Turm steht. Ab 1145 existierte bei Sinzing eine Fährverbindung über die Donau, deren Abgaberecht beim Kloster Prüfening lag. Bis 1485 gehörte diese Flussquerung zur Handelsroute Regensburg-Nürnberg. Die Ortsgeschichte ist mit dem Adelsgeschlecht der Sinzinger verbunden. Bis zum 17. Jahrhundert wurde auf dem Gebiet der heutigen Gemeinde Wein angebaut.
Die durch das bayerische Gemeindeedikt 1818 begründete Gemeinde Sinzing umfasste die folgenden Orte:
- Sinzing
- Bruckdorf
- Kühblöß
- Minoritenhof (Alkofen)
- Unteralling
- Vogelsang

Im 19. Jahrhundert gab es zahlreiche Mühlen und seit 1836 mehrere auf Initiative des Verlegers Friedrich Pustet betriebene Papierfabriken sowie eine Tabakfabrik. Die hohe Zahl der Arbeiter und ihre Aufgeschlossenheit machte Sinzing zum „roten Dorf“, wie es bereits kurz nach 1900 genannt wurde. Sinzing war in Folge durch die vielen ansässigen Arbeiter eine Hochburg der Sozialdemokratie. Sehr aktiv, auch in kultureller Hinsicht waren die „roten Radler“, eine organisierte Radfahrergruppe, die in Sinzing als „Solidarität Sinzing“ als sozialdemokratische Sportlergruppe auftrat. Die Dominanz der Sozialdemokraten in Sinzing hielt an, bis zum Erscheinen der NSDAP und bis zum 22. März 1933 als der sozialdemokratische Bürgermeister Georg Pommer von der NSDAP seines Amtes enthoben wurde und durch einen Bürgermeister der NSDAP ersetzt wurde. Der Vertreter der Kreisleitung der NSDAP aus Regensburg forderte die Mitglieder des Gemeinderates in dieser Sitzung dann auf „fortan im Sinne der nationalen Erhebung die gemeindlichen Geschäfte zu führen“.
Der Fährbetrieb an der Donau bei Sinzing, der mindestens seit 1145 bestand, wurde mit der Eröffnung des Autobahnanschlusses an die  A3 im Jahr 1966 eingestellt. Die inzwischen motorisierte Fähre Prüfening verbindet weiterhin den Regensburger Stadtteil Großprüfening mit Kleinprüfening in der Gemeinde Sinzing.

### Eingemeindungen
Im Jahr 1946 wurde die Gemeinde Kleinprüfening eingegliedert. Am 1. Juli 1972 entstand im Zuge der Gemeindegebietsreform durch Zusammenlegung der ehemals selbständigen Gemeinden Sinzing, Viehhausen, Eilsbrunn und Bergmatting die Gemeinde Sinzing.

### Einwohnerentwicklung
Zwischen 1988 und 2018 wuchs die Gemeinde von 5700 auf 7390 um 1690 Einwohner bzw. um 29,7 %.

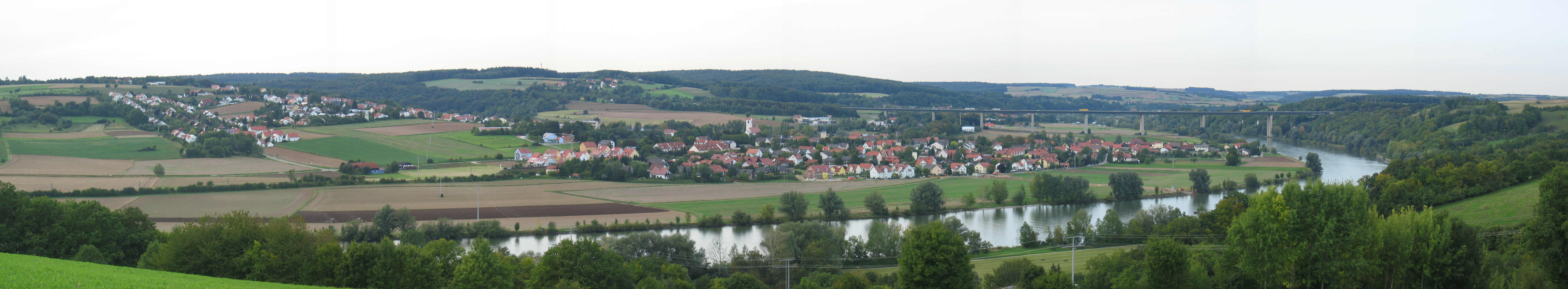
Blick auf Sinzing mit Donau und Autobahnbrücke A3

## Politik

### Gemeinderat
Der Gemeinderat besteht aus 20 Mitgliedern und dem Ersten Bürgermeister. Bei der Kommunalwahl vom 15. März 2020 führte das rechts dargestellte Ergebnis zu folgender Sitzverteilung:
- CSU: 9
- FW: 5
- Grüne: 4
- SPD: 1
- Linke: 1

Bei der Wahl 2020 haben von den 5.955 stimmberechtigten Einwohnern in der Gemeinde Sinzing, 4.238 von ihrem Wahlrecht Gebrauch gemacht, womit die Wahlbeteiligung bei 71,17 Prozent lag.

### Bürgermeister
Berufsmäßiger Erster Bürgermeister ist Martin Brix (CSU). Er ist seit 23. Januar 2024 im Amt.
Sein Vorgänger Patrick Grossmann war ab 2008 im Amt und wurde zuletzt bei den Kommunalwahlen 2020 mit 62,39 % bestätigt. Durch seinen Einzug in den Bayerischen Landtag wurde die außerturnusmäßige Bürgermeisterwahl vom 21. Januar 2024 erforderlich, bei der sich Martin Brix mit 50,1 % durchsetzte.
Liste der Bürgermeister von Sinzing:
| - 1899–1904 Franz Bayerl - 1904–1906 Anton Ziegler - 1906–1919 Georg Freihart - 1919–1920 Alfred Espach - 1920–1925 Rupert Held (SPD) - 1925–1929 Georg Freihart - 1929–1933 Georg Pommer (SPD) - 1933–1945 Michael Wagner (NSDAP) | - 1946–1948 Josef Gruber - 1948–1950 Wilhelm Jehl (SPD) - 1950–1952 Martin Hacker (SPD) - 1952–1962 Hans Dirmeier - 1962–1972 Christian Kirchberger (CSU) - 1972–1990 Fritz Dürr (Freie Unabhängige Wählergemeinschaft) - 1990–2008 Franz Xaver Wiesner (CSU) - 2008–2023 Patrick Grossmann (CSU) - seit 2024 Martin Brix (CSU) |

### Wappen
| | Blasonierung: „Über einer gesenkten, eingeschweiften, fünfmal von Silber und Blau geteilten Spitze gespalten von Silber und Rot; vorne ein durchgehendes rotes Balkenkreuz, hinten auf silbernem Dreiberg ein silberner natürlicher Rosenstrauch.“ |
| Wappenbegründung: Die vier im Rahmen der Gebietsreform 1972 zur neuen Gemeinde Sinzing zusammengeschlossenen Gemeinden haben sich in gerichts- und grundherrschaftlicher Beziehung verschiedenartig entwickelt. In den Gemeindeteilen Bergmatting, Eilsbrunn und Sinzing hatte die Klosterhofmark Prüfening umfangreichen Grundbesitz. Dies wird durch das Wappen des Klosters Prüfening – auf silbernem Grund ein durchgehendes rotes Kreuz – dargestellt. Die Gemeindeteile Viehhausen und auch Eilsbrunn waren überwiegend in adeligem Familienbesitz. Das Wappen der Freiherren Rosenbusch fand bereits im alten Gemeindewappen von Viehhausen Verwendung. Im Wappen der Gemeinde Sinzing weist das redende Wappen auf die Familie Rosenbusch hin. Das mittelalterliche Geschlecht der Herren von Laber, die im gesamten Laber-/Donauraum eine Rolle spielten, ist durch ihr Wappen – fünfmal von Silber und Blau geteilt – ebenfalls im neuen Gemeindewappen vertreten. | |

## Kultur und Sehenswürdigkeiten

### Baudenkmäler

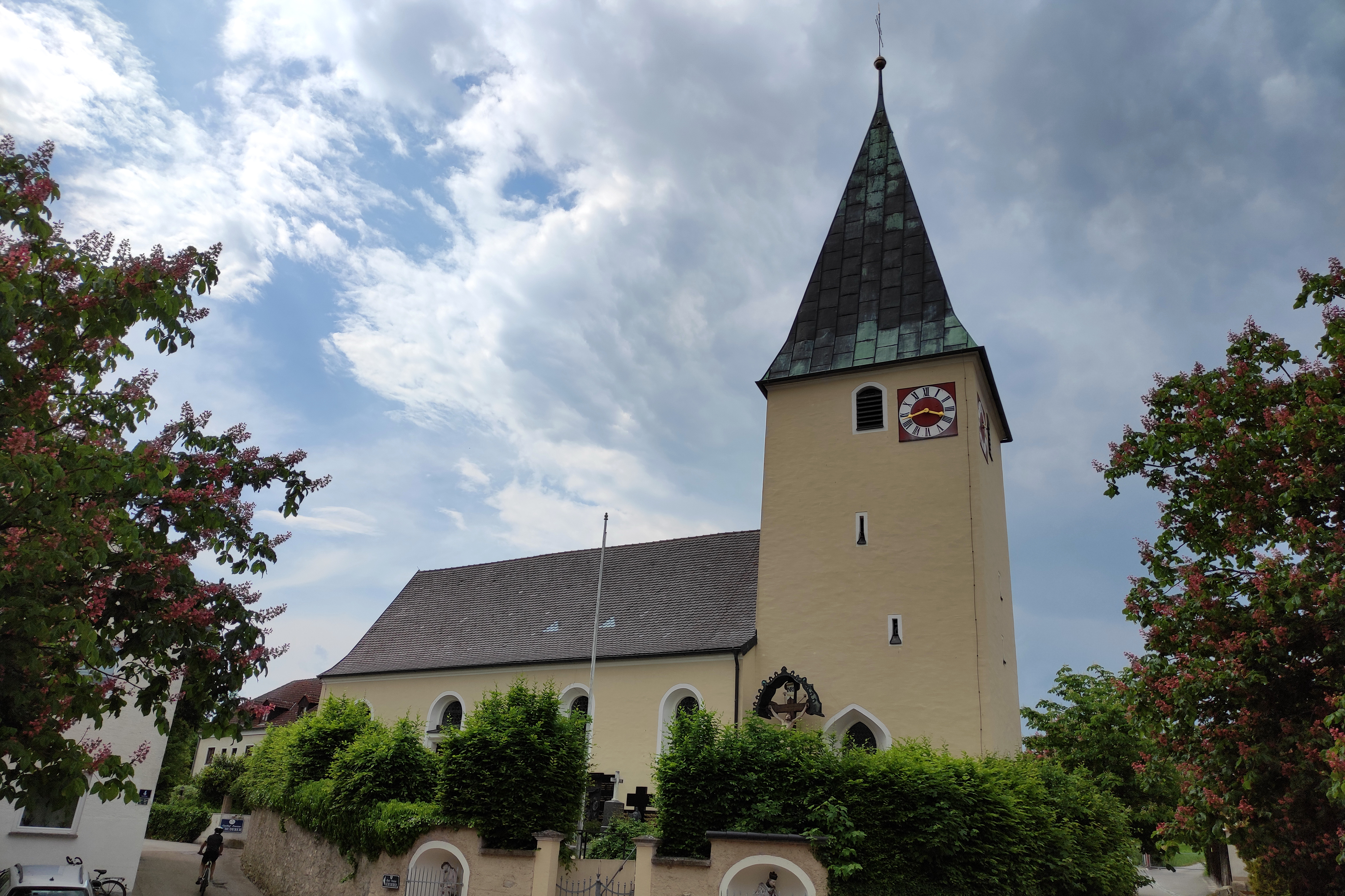
Alte Kirche Mariä Himmelfahrt

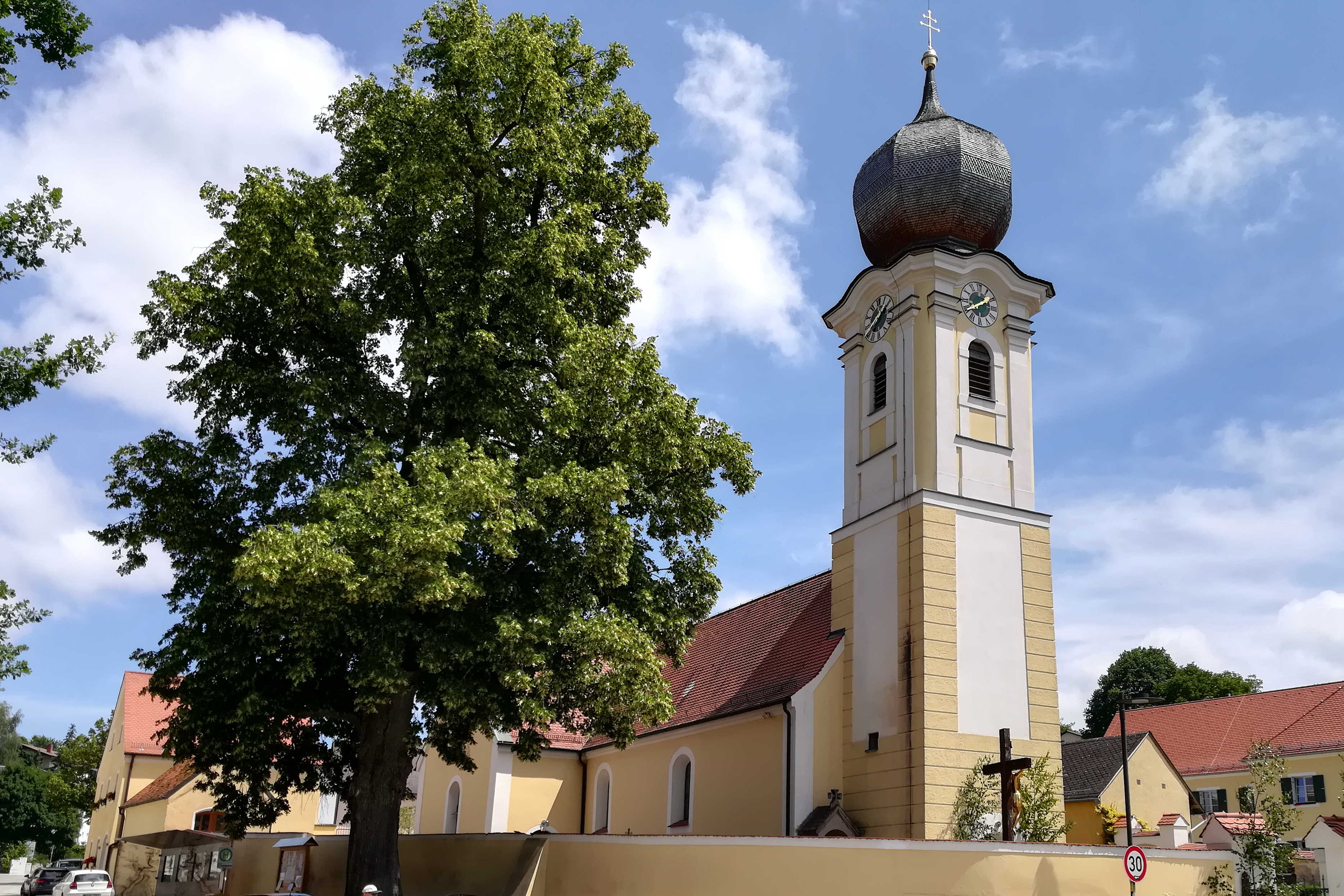
Kirche St. Wolfgang in Eilsbrunn

- Wallfahrtskirche Mariaort: 1020 wurde die Ortschaft Ort erstmals urkundlich erwähnt. Die Kirche stammt aus dem Jahr 1192. Sie wurde im Dreißigjährigen Krieg im Laufe der Kämpfe um Regensburg geplündert, 1774–1776 erweitert und im Zweiten Weltkrieg schwer beschädigt. Frühklassizistischer Hochaltar, Nebenaltäre von 1650. Der Wacholderstrauch an der Kanzel auf der Außenseite der Kirche symbolisiert, dass das Gnadenbild vom Schwarzen Meer bis nach Mariaort auf einem Wacholderstrauch geschwommen sein soll.
- Schloss Oberviehhausen: Das kleine Schloss wurde 1435 erstmals urkundlich erwähnt, es wechselte im Laufe der Jahrhunderte öfter den Besitzer. Im Dreißigjährigen Krieg wurde es von den Schweden zerstört und erst 1697 wiederaufgebaut. Das Schlossgebäude wird heute als Pfarrhaus genutzt.
- Alte Kirche in Sinzing mit romanischen Fresken von 1145. Der Bau mit dem massiven Turm mit Pyramidendach stammt wohl aus dem 13. oder 14. Jahrhundert. Die Ausstattung ist barock.
- Kirche von Bruckdorf: im Wesentlichen aus dem 11. Jahrhundert.
- Gaststätte Röhrl in Eilsbrunn: Seit 1658 in Familienbesitz und laut Guinness-Buch der Rekorde älteste durchgehend betriebene Gaststätte der Welt.[16]

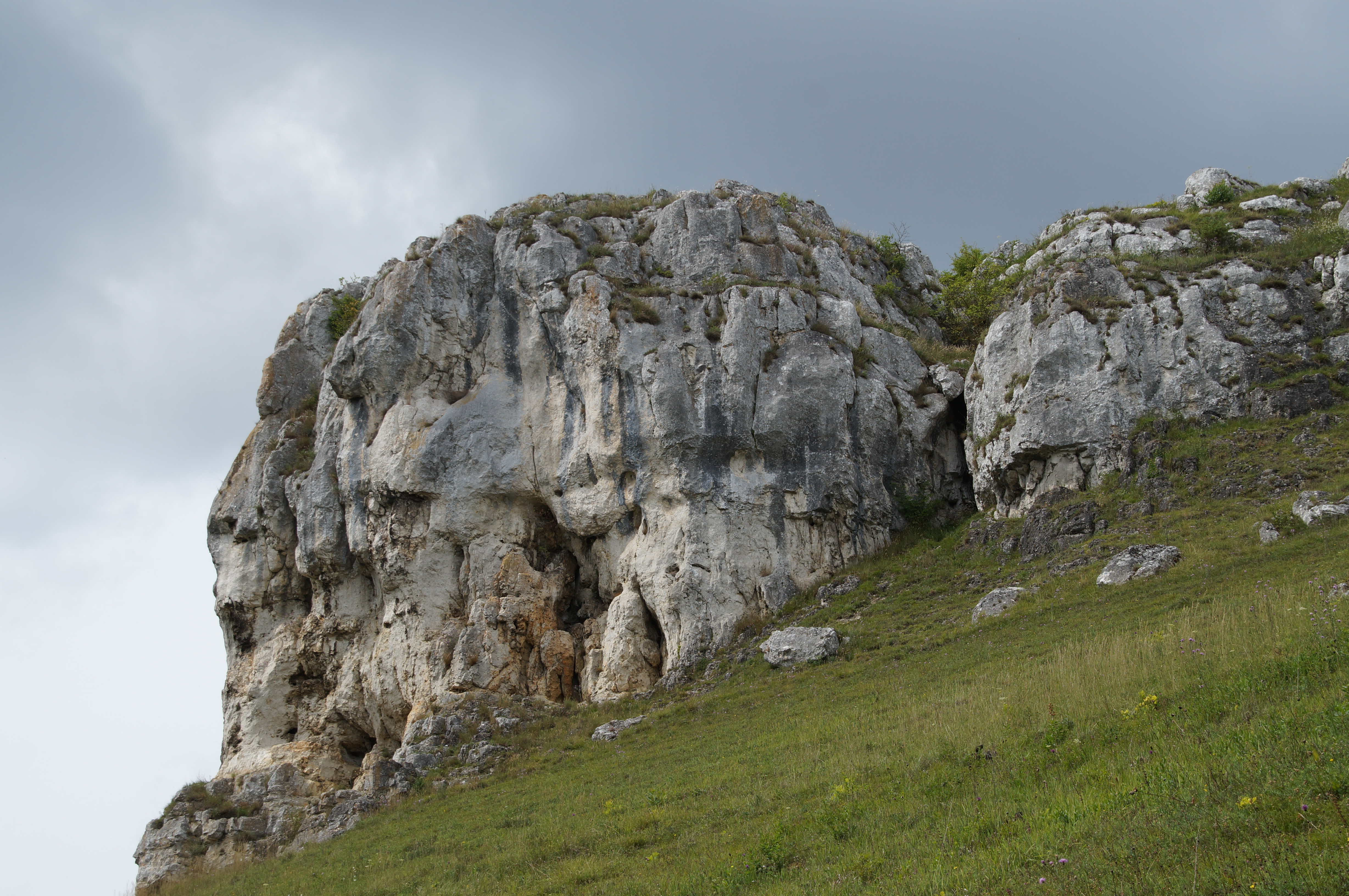
Gelber Fels, westlich von Eilsbrunn

### Bodendenkmäler
- Burgruine Niederviehhausen: Im Dreißigjährigen Krieg wurde die Burg von den Schweden zerstört. Heute ist nur noch der sechsstöckige, 22 Meter hohe Turm aus Buckelquadern erhalten.
- Burgruine Schlossberg bei Bruckdorf
- Burgstall Schwarzenfels
- Burgstall Stifterfelsen

### Naturdenkmäler und Geotope
- Alpiner Steig (bizarre Felsformationen des Fränkischen Juras beim Ortsteil Eilsbrunn)
- Der gelbe Felsen, westlich von Eilsbrunn
- Die Hohe Wand, nördlich von Alling
- Doline bei Reichenstetten, ein Senkungsgebiet auf einer Fläche von etwa 60 × 60 Metern
- Schutzfelsen Pentling, der auf dem Gemeindegebiet von Pentling liegt

### Musik
- BOS Blasorchester Sinzing
- Blaskapelle Viehhausen

### Sport und Vereine
- Heimat- & Trachtenverein[17] „Stoaros’n“ Sinzing e. V. (Auflösung 2022)[18]
- 1. MWSC Motorsportboot und Wasserski Club
- Golfplatz Minoritenhof
- FC Viehhausen
- SV Eilsbrunn
- Sportclub Sinzing mit zahlreichen Abteilungen
- JFG Kickers Labertal 06 (Auflösung 2021)[19]
- Kletterwald Regensburg in Riegling
- Deutsche Pfadfinderschaft Sankt Georg, Stamm Sinzing[20]
- Kolpingjugend Sinzing
- KLJB Viehhausen
- Jugendfeuerwehren der Freiwilligen Feuerwehren an den Feuerwehrhäusern in Sinzing, Viehhausen und Eilsbrunn
- Bayerisches Rotes Kreuz, Bereitschaft Sinzing-Prüfening[21]

## Wirtschaft und Infrastruktur
Sinzing hat eine gut ausgebaute Infrastruktur mit Handels-, Dienstleistungs- und Handwerksbetrieben. Die örtliche Nahversorgungssituation ist gut.

### Verkehr

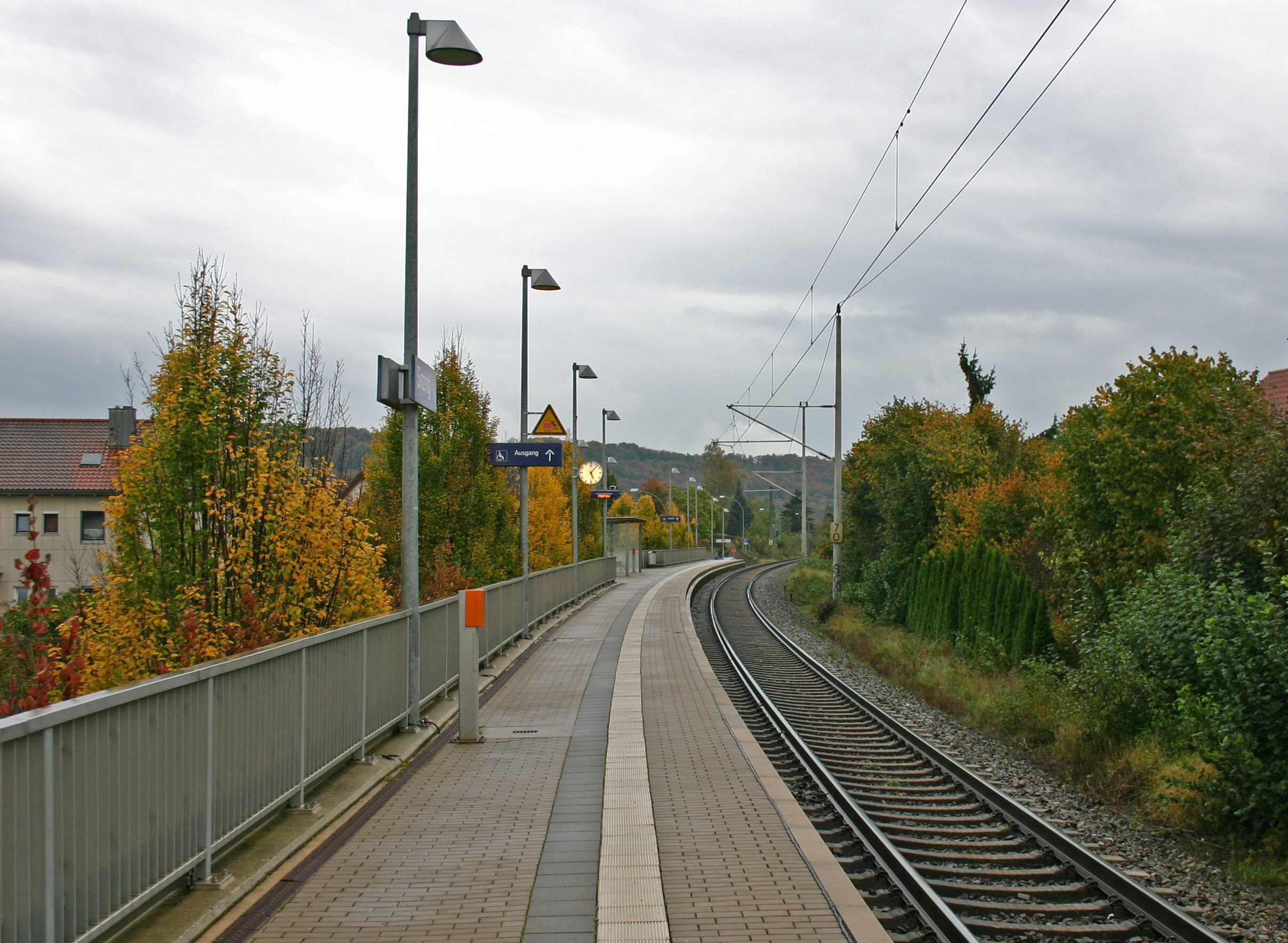
Haltepunkt Sinzing

- Autobahn, Kfz-Verkehr: A3, Ausfahrt Sinzing wird benötigt, um Sinzing bzw. Regensburg mit KFZ oder Bus zu erreichen, weil der Bau einer  normalen Autobrücke über die Donau mit Anschluss an das Straßennetz von Regensburg seit Jahren umstrittenen ist.
- Bahnverbindungen: Haltepunkt im Gemeindeteil Sinzing an der Bahnstrecke Regensburg–Ingolstadt mit stündlichen Verbindungen von und in Richtung Ingolstadt/Ulm und in Richtung Regensburg/Landshut, nach Querung der Donau über die um 1870 erbaute sog. Sinzinger Eisenbahnbrücke. Zuvor hielten die Personenzüge weiter nördlich im Bahnhof Sinzing, er dient heute nur noch als Kreuzungs- und Überholbahnhof.
- Ausflugsverkehr: Die Sinzinger Eisenbahnbrücke wird von Fußgängern und Radfahrern gern genutzt, um die Schwarze Laber, die bei Sinzing in die Donau mündet, und ihr Flusstal zu erreichen. Früher hielten auch Personenzüge im Bahnhof Sinzing, der heute aber nur noch als Kreuzungs- und Überholbahnhof dient. Die ehemalige, bei Ausflüglern beliebte Nebenbahn Sinzing–Alling wurde Ende des Jahres 1985 stillgelegt und die Strecke zu einem Rad- und Wanderweg umgebaut.
- Busverbindungen: RVV-Buslinie 26 von Regensburg über Sinzing nach Viehhausen und Buslinie 27 von Regensburg nach Eilsbrunn (am Abend und Wochenende Mischlinie 26/27)
- Straßenverkehr: Staatsstraße 2394
- Kreisstraße R 37

### Medien
Für das Gemeindegebiet erscheinen Ausgaben der Tageszeitungen Mittelbayerische Zeitung und Regensburger Zeitung, sowie wöchentlich das Anzeigenblatt der Mittelbayerischen Zeitung, die Rundschau.  Die Bürgerzeit, eine landkreisweite monatliche Zeitung durch den Verleger Stefan Kolleth sowie das Regensburger Wochenblatt, eine Ausgabe der Wochenblatt Verlagsgruppe wurde bis Ende 2021 eingestellt. Im Gemeindegebiet können neben den überregionalen Programmen auch die Radiosender Radio Charivari, Radio Gong FM und der regionale Fernsehsender TVA empfangen werden.

### Öffentliche Einrichtungen
- Jugendtreff
- Kläranlage
- Kommunalunternehmen Abwasserbeseitigung
- Kindergarten Sinzing
- Kindergarten Viehausen
- Kindergarten Eilsbrunn
- Netz für Kinder Viehhausen e. V.
- Kinderkrippe
- Kinderhort
- Gemeindebücherei Viehhausen

### Bildung
- Grundschule Sinzing mit 254 Schülern und 15 hauptamtlichen Lehrkräften (Schuljahr 2018/2019).[23]

## Persönlichkeiten
- Renate Christin (* 1941), bildende Künstlerin
- Patrick Grossmann (* 1976), Politiker (CSU), Erster Bürgermeister (2008–2023), seit 2023 Mitglied des Bayerischen Landtags[24]
- Otto Schedl (1912–1995), Politiker (CSU), Wirtschafts- und Finanzminister in Bayern und Journalist.
- Ludwig Schifferl (1935–2004), Dipl.-Braumeister, Erfinder des „Schierlinger Roggen“ der damaligen fürstlichen Brauerei Thurn und Taxis[25]
- Peter Schmid (1945–2024), in Mariaort geborener Historiker und Hochschullehrer